# Namrata Mohanty
Namrata Mohanty es una cantante Oriya nacida en Cuttack, Odisha, India. Su carrera musical surgió en All India Radio (AIR), en Cuttack desde 1983. Ella ha recibido formación en música clásica hindustani con famosos músicos como Dhananjay Satapathy, A. Maheswar Rao y Shantanu Das.
Su primer álbum en solitario de la música Oriya, contiene temas musicales como 'Janhare Tolide Ghara', que fue lanzado en el 2009. Además ha interpretado temas musicales escritas y compuestas por Bijaya Malla, Nizam y Arun Mantri y por el reconocido compositor, Om Prakash Mohanty, ya que ellos ya habían establecido para sintonizar.
En su segundo álbum en solitario titulado 'Dipa Jale Dipa Libhe', fue lanzado en el 2010, se había recuperado además algunas composiciones perdidas y que no fueron publicados las letras escritas y compuestas por el compositor y cantante de Odisha, Akshaya Mohanty. El director musical Om Prakash Mohanty, las utilizó sus composiciones de acorde de las letras pérdidas.
En el 2014, lanzó dos álbumes en solitario más renombradas simultáneamente como 'Chhuti' y 'Ninad'. 'Chhuti' es una colección que contiene doce canciones modernas de la música Oriya, escritas por el letrista Bijaya Malla y compuestas por Om Prakash Mohanty. El álbum tiene una serie de temas musicales que fueron escritas y compuestas por Kichhi Kahibi Kahibi, Tume Janichha, Jyotsnare Bhijibhiji, Ki Dinare, Kie Se Dhire Dhire, Asadha Asichhi, Eitthi Khusi, Tu Chandrama, Dheu Ase, Jemiti Pachhe, Chham Chham y Dina Sabu. 'Ninad' es una colección de ocho temas musicales bhajans tradicionales cantadas en Hindi, escritos por Tulsidas, Surdas, Meera Bai, Kabir y Lalit Kishori. El veterano y compositor A. Maheswar Rao, ha compuesto para este álbum una serie de temas musicales. Ella ha interpretado temas musicales en bhajans, escritas y compuestas por Bhaja Mana Ramacharana Sukhadayi, Nishidina Barasata Nain Hamare, Soi Rasana Jo Harigun Gawei, Mein Girdhar Ke Ghar Jaaon, Ya Bidhi Manko Lagawei, Tanaki Dhanaki Kaun Badai, Hariko Lalita Badana Niharu y Lataka Lataka Manamohana Aawani, en su meliflua y voz conmovedora. Los dos álbumes reflejan su versatilidad en la música bhajans tradicionales, así como canciones contemporáneas. Mientras su álbum en Hindi devocional titulado 'Ninad', llegó a conquistar al público de manera más amplia en todo su país, su disco titulado 'Chhuti', hizo un llamamiento a la joven generación de Odisha.